# Cueva Eirós
La cueva Eirós (cova Eirós en gallego) es una cueva prehistórica situada en el lugar de Cancelo, perteneciente al ayuntamiento de Triacastela (Lugo, España). Contiene un importante yacimiento arqueológico del Paleolítico Medio con más de 35 000 años de antigüedad.

## Descripción
En su interior se encontraron restos de ocupaciones de Homo neanderthalensis y Homo sapiens. La cueva Eirós conserva la única secuencia del noroeste de la península ibérica donde se puede estudiar la transición entre los últimos neandertales y los primeros humanos modernos.
Pero el interés del yacimiento no se limita a este aspecto. Manifestaciones de arte parietal paleolítico han sido descubiertas en  su interior, lo que convierte la estación en la cueva con arte parietal la más occidental de la Región Cantábrica y la única, hasta la fecha, en Galicia. Este patrimonio de gran valor está en peligro de destrucción a causa de una explotación minera.
En julio de 2012, la Diputación de Lugo solicitó a la Junta de Galicia que declarase Bien de Interés Cultural la cueva, hecho que se consumaría el 20 de agosto de ese año.